# Autorité monétaire de Macao
L'Autorité monétaire de Macao (chinois : 澳門金融管理局) est la caisse d'émission et la banque centrale de facto de Macao. Cette institution de régulation a été créée le 20 décembre 1999, lors du transfert de la souveraineté de Macao du Portugal à la République populaire de Chine, sous le nom de Région administrative spéciale de Macao., sa mission première est de rechercher la stabilité financière du pays. il s’agit d’une institution autonome.

## Histoire
Son histoire remonte à la création de l'Institut d'émission de Macao en janvier 1980.
Elle était auparavant connue sous le nom d'« Autorité monétaire et des changes de Macao » (en portugais : Autoridade Monetaria e Cambial de Macau, AMCM), qui a été créée le 1er juillet 1989.
Après le transfert, en 2000, elle a adopté son nom actuel afin de s'intégrer au système de la Banque de Chine.